# GN-z11

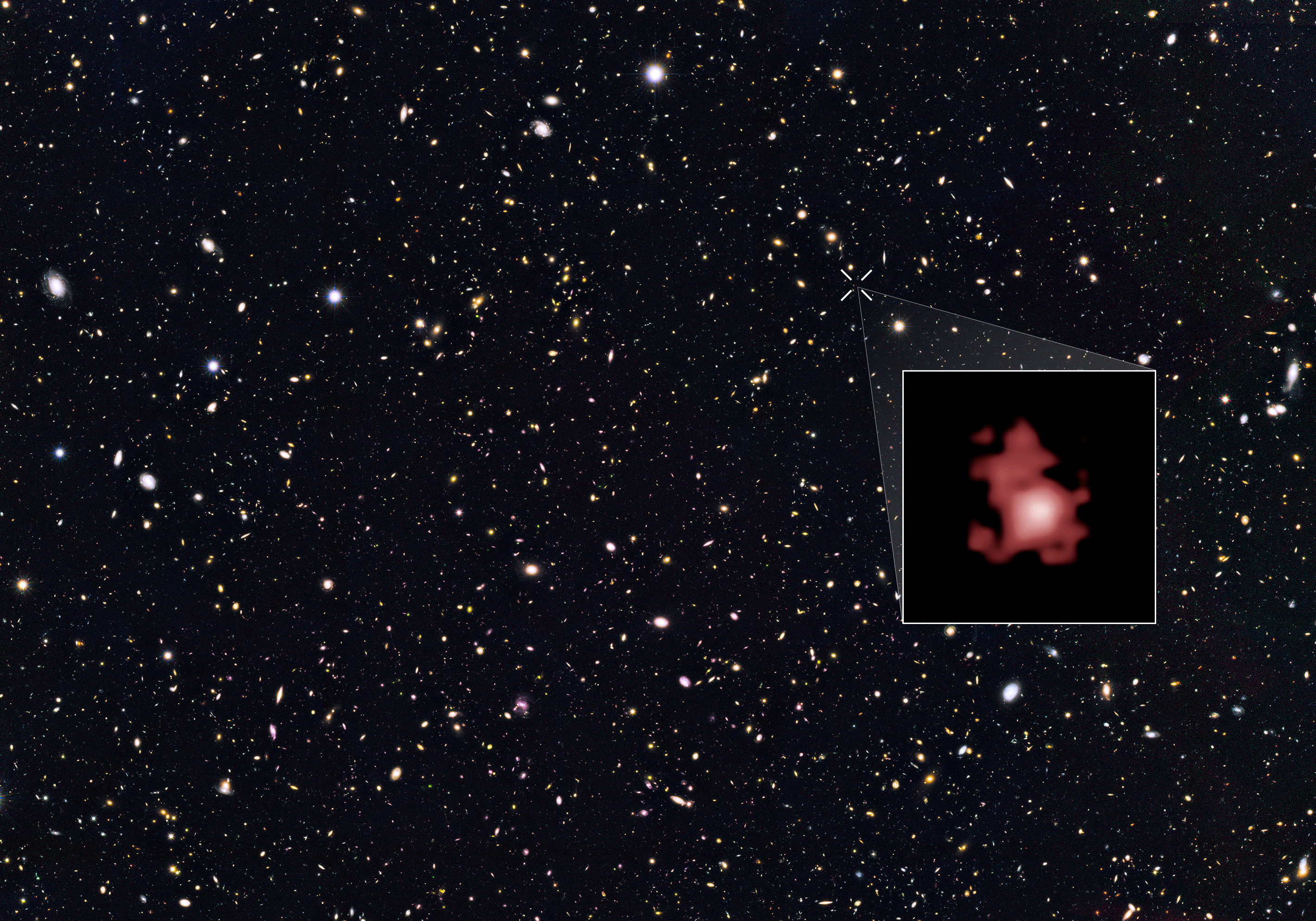
GN-z11 в оточені галактик в напрямку Великої Ведмедиці

GN-z11 — галактика у сузір'ї Велика Ведмедиця. Має червоний зсув z = 11,1, її вік — 13,4 мільярдів років, тобто вона існувала 400 мільйонів років після Великого вибуху на початку реіонізації Всесвіту.  GN-z11 в 25 разів менша за Чумацький Шляху за розміром і в 100 разів менша за масою зірок. Вона зростає, утворюючи зірки зі швидкістю приблизно в 20 разів швидше порівняно з Чумацьким Шляхом сьогодні.
Станом на 3 березня 2016 року GN-z11 є найвіддаленнішим з відомих об’єктів у Всесвіті.  Раніше найвіддаленішою від Землі галактикою вважалась Egsy8p7 (відстань — 13,1 мільярда світлових років), яка була знайдена в обсерваторії Кека на Гаваях влітку 2015 року. 

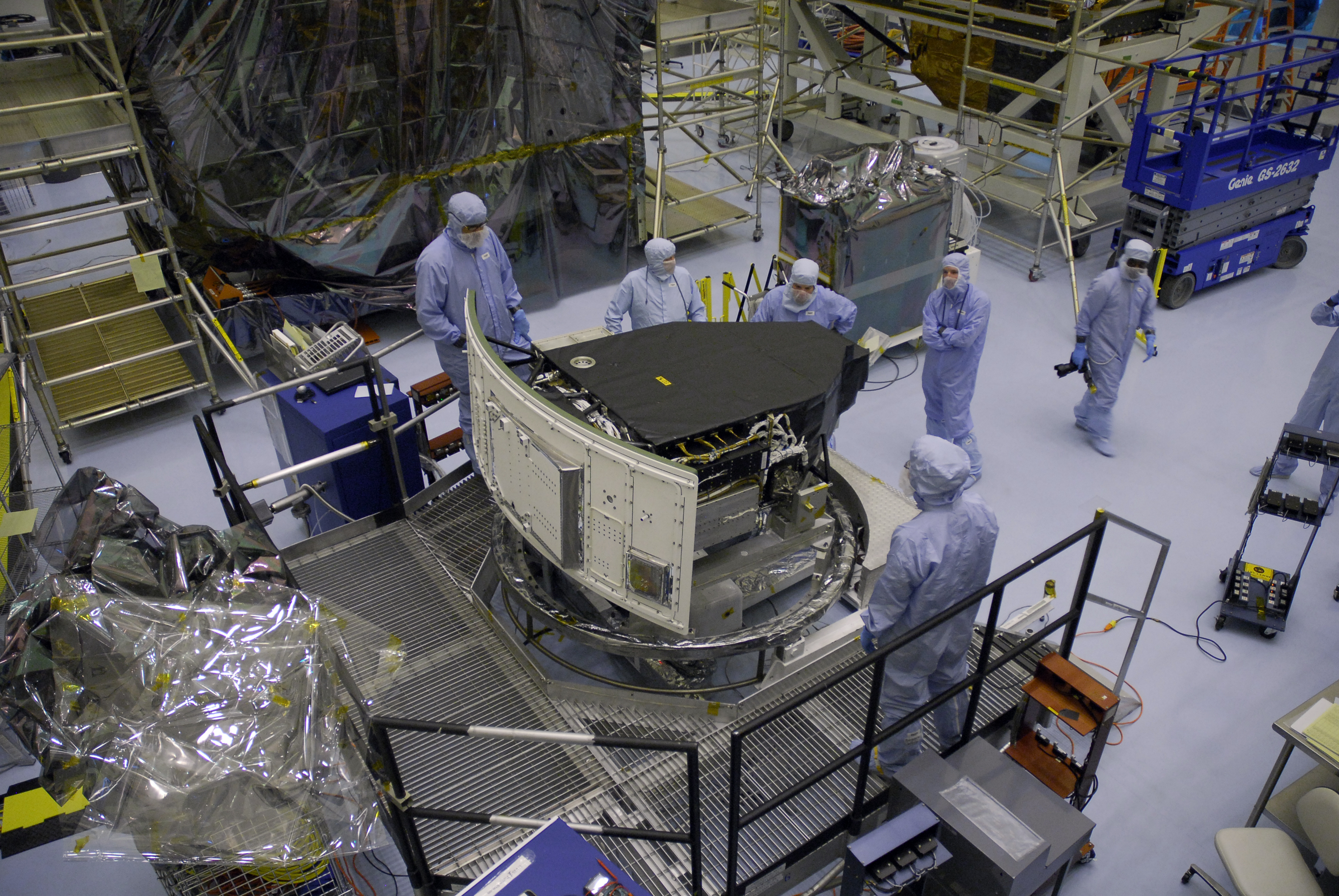
Ширококутна камера 3 перед запуском STS-125 за програмою «Спейс Шаттл»

GN-z11 була ідентифікована групою вивчення даних космічних телескопів «Габбл» і «Спітцер» за допомогою ширококутної камери 3 «Габбла». 
У липні 2022 року телескоп James Webb у сузір'ї Скульптора відкрив ще старішу галактику GLASS-z13.